# Blackmore End, Hertfordshire
Blackmore End är en by i Hertfordshire i England. Byn är belägen 16 km 
från Hertford. Orten har 880 invånare (2015).